# Pyrrhotiet
Het mineraal pyrrhotiet of pyrrhotien is een ijzer-sulfide met de chemische formule Fe2+(1-x)S (waarbij 0<x<0,17). Het mineraal dankt zijn naam aan August Breithaupt, die het in 1835 beschreef en vernoemde naar het Oudgriekse woord purrhotēs (πυρρότης), 'roodheid'.

## Eigenschappen
Het opaak bronskleurige tot donkerbruine pyrrhotiet heeft een metallische glans, een grijszwarte streepkleur en het mineraal kent een imperfecte splijting volgens de kristalvlakken [0001] en [1120]. Het kristalstelsel is monoklien. Pyrrhotiet heeft een gemiddelde dichtheid van 4,61, de hardheid is 3,5 tot 4 en het mineraal is niet radioactief. Pyrrhotiet is wel sterk natuurlijk magnetisch.

## Voorkomen
Pyrrhotiet is een mineraal dat zeer algemeen voorkomt in diepte- en metamorfe gesteenten. De typelocaties zijn Sudbury, Ontario, Canada en Santa Eulalia, Chihuahua, Mexico. Het mineraal wordt verder gevonden in de Nikolaevskiy mijn, Dal'negors, Primorskiy Kray, Rusland.